# يافار كالنترلي
يافار عباس قيزي كالنترلي - (بالأذرية: Yavər Kələntərli) مطربة أذربيجانية، فنانة تكريم في جمهورية أذربيجان الاشتراكية السوفيتية (1930).

## حياتها
ولدت يافار كالنترلي بمدينة شاماخي في 26 مارس لعام 1902. إنها مغنية ماهرة مقام والأغاني الشعبية الكلاسيكية ولأذربيجانية.
في 1937-1932 كانت عازفة منفردة لراديو أذربيجان و بين 1937-1941 و1945-1951 في مسرح أكاديمية دولة أذربيجان للأوبرا والباليه.
أجريت بنجاح في العديد من الأدوار في أوبرا ليلى و مجنون (ليلى والدة ليلى) لعزير حاجبايوف ، عصلي و كرام (عصلي)، لعزير حاجبايوف، «شاه إسمعيل» (عربزانجي) لمسلم ماقوماييف و الادوار الأخر.
منحت يافار كالنترلي على اللقب الفخري فنانة تكريم في جمهورية أذربيجان الاشتراكية السوفيتية في عام 1930.
كانت يافار كالنترلي متزوجا من خوداويردي كالنترلي. و هي ابنة خال لشاعر أذربيجان المشهور عباس سحات.
توفيت يافار كالنترلي قي 5 فيراير، عام 1979 في مدينة باكو.

## أدوارها
- ليلى والدة ليلى - أوبرا ليلى و مجنون لعزير حاجبايوف
- عصلي - أوبرا عصلي و كرام، لعزير حاجبايوف
- عربزانجي - أوبرا «شاه إسمعيل» لمسلم ماقوماييف

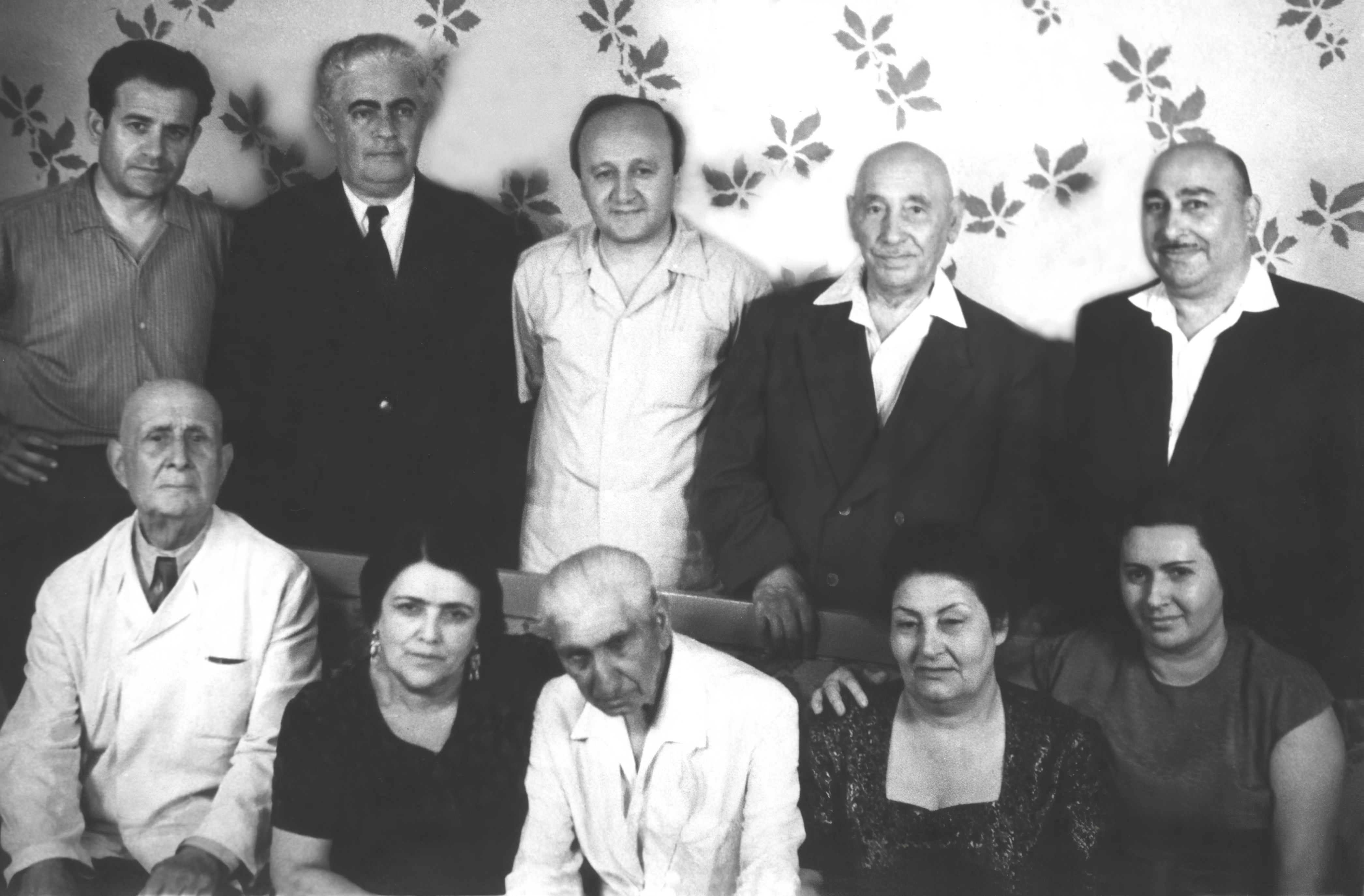
جلسة مقام،عام 1963.خان شوشينسكي، فكرت عميروف، قربان بيريموف، بهرام منصوروف، ميرزا منصور منصوروف، يافار كالنترلي، سيد شوشينسكي، حقيقات رزاييفا، مونافار منصوروف